# チシマイチゴ
チシマイチゴはバラ科キイチゴ属の1種およびその果実。

## 呼称
ロシアではポレニーカ、ポリャニーナ、マムーラ、コスチャンカ、ホフルーシュカ、ポルデニッツァなど多くの通称で知られている。
ブロックハウス・エフロン百科事典によると、19世紀末にはフサスグリ(ラテン語: Ríbes rúbrum)がこの名で呼ばれていた。

## 分布
北海道夕張山地や北方領土のほか、北アメリカ、カナダ、フィンランド、スウェーデン、ノルウェー、ロシアなどの北半球寒帯に分布し、海抜1200m以下のツンドラの森林、草地、河川沿岸、灌木地、沼沢地に生息している。
チシマイチゴは、スウェーデンのノールボッテン地方の花に定められている。.

## 植物学上の概観
高さ30cm以下の多年草。

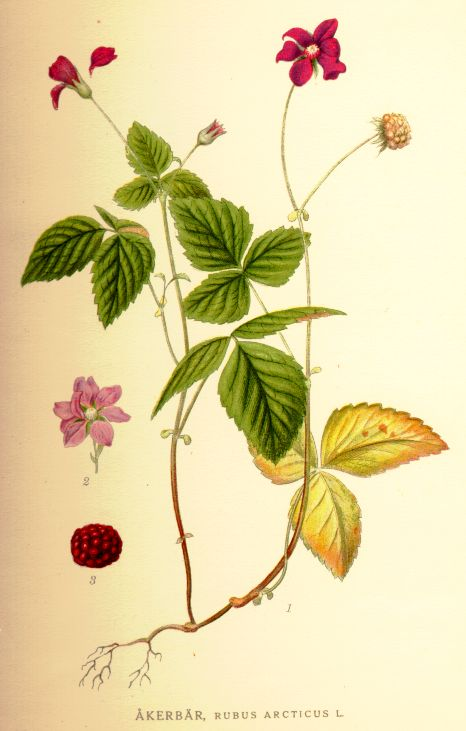
カール・アクセル・マグヌス・リンドマン著『北欧の植物図』"Bilder ur Nordens Flora"(1917-1926)での植物図

細長く木質な歪曲した、深さ15～25cmの地下茎を有する。
葉は三出複葉の緑色。
単頂の有限花序で、5枚の花弁の、暗紅色の花をつける。花期は5月下旬から25～35日続き、6月には開花、結実している様子を目にできる。
果実は集合核果であり、成熟したものは甘味を呈し、大きさと形状ではヨーロッパキイチゴに似るものの、色味はより雑多である。熟した実の香りはパイナップルを思わせるもの。

## 化学組成

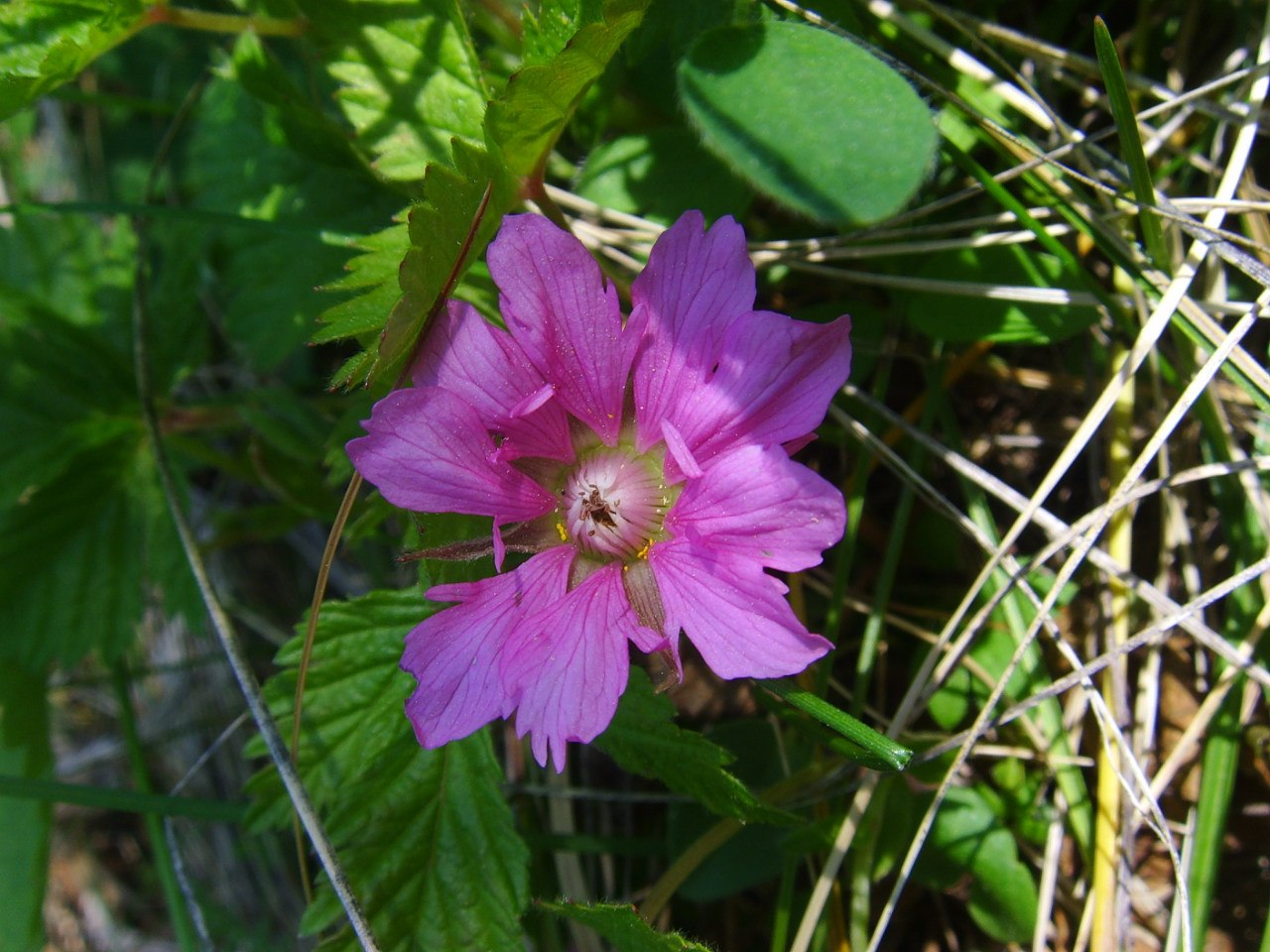
花

果実には炭水化物、5～7%の糖分(グルコースとフルクトース)、1～2%のクエン酸、リンゴ酸、ビタミンC、タンニン、精油が含まれており、パイナップルの風味をもたらしている。

## 経済的用途

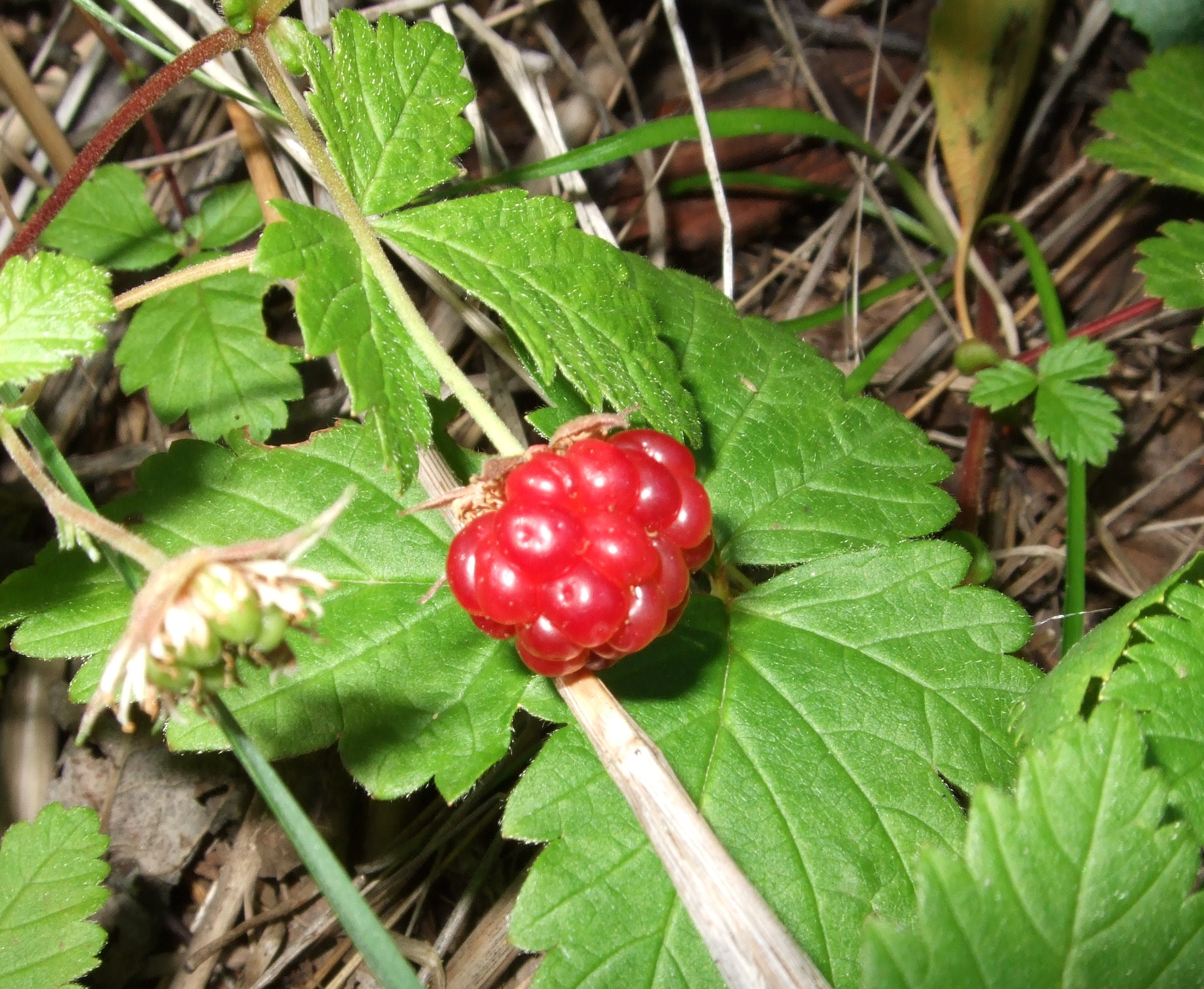
果実

北方の至高の漿果と評されている。生食や、加工された形態で利用される。チシマイチゴを原料に、ジャム、ジュース、果実酒、浸酒、リキュールが作られている。葉は、茶葉の代用品として抽出される。
チシマイチゴのジュースは解熱、水分補給に有効である。滋養強壮用途での使用が推奨される。